# Osobní ochranné prostředky

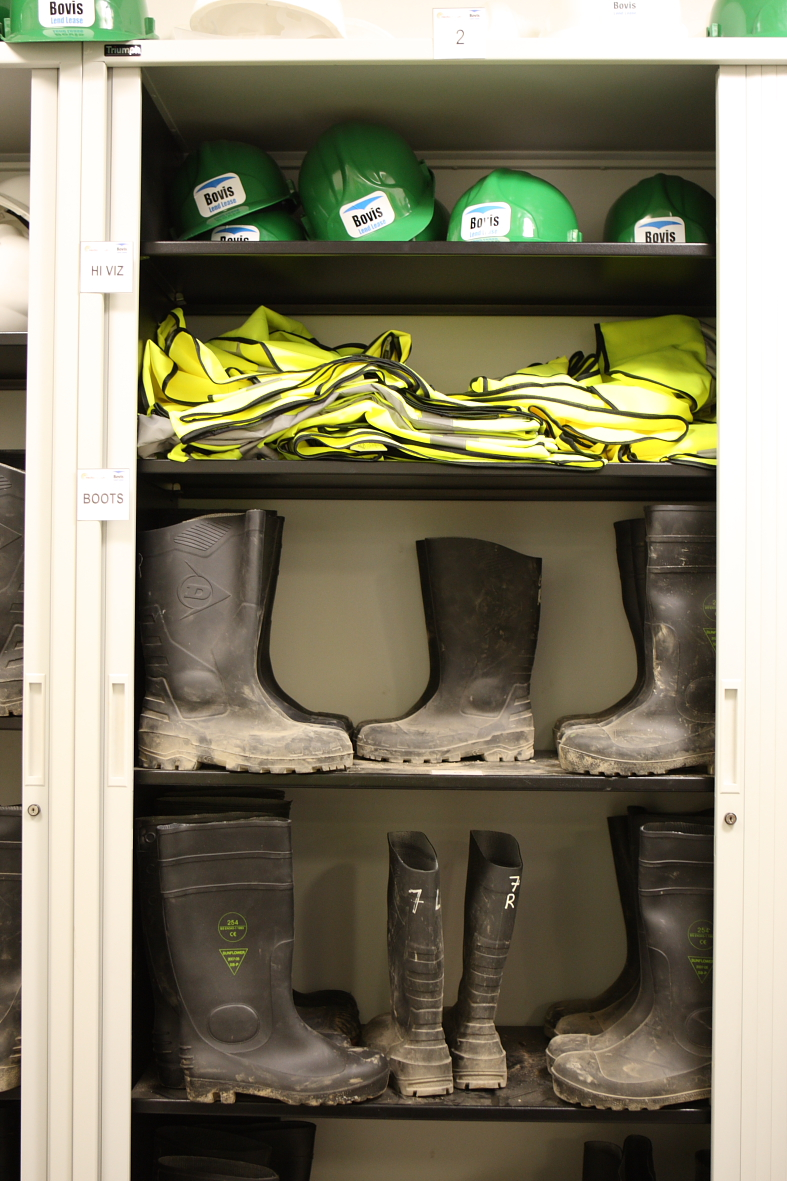
Police s osobními ochrannými prostředky

Osobní ochranné prostředky (OOP) jsou ochranné oděvy, přilby, brýle a jiné vybavení nebo pomůcky určené k ochraně těla uživatele před zraněním nebo infekcí. Mezi rizika, na něž se zaměřuje ochranné vybavení, patří fyzikální, elektrické, tepelné, chemické látky, biologická rizika a polétavé částice ve vzduchu (aerosol). Ochranné prostředky lze nosit za účelem bezpečnosti a ochrany zdraví při práci nebo pro sportovní a jiné rekreační činnosti. Ochranný oděv je tradiční kategorie oděvů a pojem „ochranná pomůcka“ se vztahuje na předměty, jako jsou podložky, chrániče, štíty nebo masky a další. Ochranné obleky mohou vypadat podobně jako obleky do čistých prostor.
Pracovní rizika se týkají možného ohrožení života a zdraví zaměstnanců při výkonu práce. Není-li možné rizika odstranit nebo dostatečně omezit prostředky kolektivní ochrany nebo opatřeními v oblasti organizace práce, nastupují osobní ochranné pracovní prostředky (dále OOPP). OOPP poskytuje zaměstnancům v některých státech zaměstnavatel. Osobní ochranné prostředky mají vážné omezení v tom, že neodstraňují nebezpečí u zdroje a mohou vést k tomu, že zaměstnanci budou v případě selhání pomůcky nebezpečí vystaveni.
Jakýkoli OOP představuje překážku mezi jejím uživatelem a pracovním prostředím. To může v chráněné osobě vyvolat napětí, narušit její schopnost vykonávat práci a vytvářet značnou úroveň nepohodlí. Každá z těchto věcí může uživatele odradit od správného používání OOP, a tím jej vystavit riziku zranění, zhoršení zdravotního stavu nebo za extrémních okolností i smrti. Správné ergonomické provedení pomůcky může tyto překážky minimalizovat a díky správnému používání OOP tedy může přispět k zajištění bezpečných a zdravých pracovních podmínek.

## Typy ochranných prostředků
Osobní ochranné prostředky lze kategorizovat podle chráněné části těla, podle druhu nebezpečí, anebo podle druhu oděvu nebo doplňků. Jeden prostředek může poskytnout více forem ochrany. Ochranné vlastnosti každého zařízení musí být navíc porovnány s nebezpečím, které se na pracovišti může vyskytnout. Prodyšnější typy osobních ochranných prostředků tak nemusí vést k větší kontaminaci, ale vedou k větší spokojenosti uživatelů.

## Ochrana dýchacích cest
Ochranná maska (hovorově plynová maska) slouží k ochraně obličeje, očí a dýchacích cest nositele před toxickými látkami ve vzduchu.
Respirátor neboli polomaska je určen k ochraně před vdechováním nebezpečných látek (zejména plynů) nebo prachových částic rozptýlených v ovzduší (aerosolu). Používá se pro běžnou ochranu osob při práci, ve zdravotnictví a průmyslu a také pro vojenské účely například jako součást vojenské výstroje. Polomaska zakrývá pouze ústa a nos, pro ochranu očí se musí nosit speciální brýle. Polomaska s výdechovým ventilkem chrání nositele, ale nechrání okolí před nositelem, protože nefiltruje vydechovaný vzduch.
Chirurgická maska, ústenka neboli rouška je určena k nošení zdravotnickými pracovníky během chirurgického zákroku a během kojení. Má zachytit bakterie obsažené v kapénkách a aerosolu pocházejícího z úst a nosu toho kdo je nosí. Roušky jsou méně účinné než respirátory úrovně N95 nebo FFP, které poskytují lepší ochranu díky jejich materiálu, tvaru a těsnosti. Nicméně jsou lepší než podomácku vyrobené, improvizované roušky.
Účel roušky a respirátoru je odlišný. Chirurgické masky (roušky) nejsou navrženy tak, aby chránily uživatele před vdechováním vzdušných bakterií nebo virových částic, a jsou méně účinné než respirátory, které jsou pro tento účel určeny.

## Ochrana kůže
Nemoci z povolání jako je kontaktní dermatitida, rakovina kůže a jiná kožní zranění a infekce, jsou druhým nejčastějším typem nemoci z povolání a jejich léčba může být velmi nákladná.
Chemická činidla mohou přijít do styku s kůží přímým kontaktem s kontaminovanými povrchy, depozicí aerosolů, ponořením nebo postříkáním. Fyzikální vlivy, jako jsou extrémní teploty a ultrafialové nebo sluneční záření, mohou při dlouhodobé expozici poškozovat pokožku. Mechanické trauma se vyskytuje ve formě tření, tlaku, otěru, trhlin a pohmoždění. Biologická činidla, jako jsou paraziti, mikroorganismy, rostliny a zvířata, mohou mít různé účinky, je-li jim kůže vystavena.
Za ochranu kůže lze považovat jakoukoli formu OOP, která působí jako bariéra mezi pokožkou a původcem expozice. Nejdůležitější součástí ochrany kůže jsou ochranné rukavice, protože rukama se dělá hodně práce. Mezi příklady patří gumové rukavice, rukavice odolné proti proříznutí, rukavice pro motorové pily a rukavice odolné vůči teplu. Pro sportovní a rekreační aktivity se používá mnoho speciálních rukavic k ochraně, obvykle proti mechanickému traumatu.
Jakýkoli další oděv nebo pomůcka, která se nosí za účelem osobní ochrany, slouží také k ochraně pokožky. Laboratorní pláště například chrání před potřísněním chemikáliemi. Štíty na obličeji slouží k ochraně tváře před potenciálním nebezpečím nárazu, vystříknutím chemikálií, nebo možnou infekční tekutinou.

## Ochrana očí
Zranění očí může nastat různými způsoby. K většině zranění očí dochází, když se do očí dostanou pevné částice, jako jsou například kovové třísky, štěpky, písek nebo cementový prach. Například při práci s motorovou pilou je třeba bezpodmínečně používat ochranu očí, nejlépe ve formě obličejového štítu. Menší částice v kouři a větší částice, jako je rozbité sklo, také způsobují zranění očí. Při kontaktu s okem může také dojít k poranění tupou silou. K úrazům také dochází v důsledku chemických poleptání, biologických látek a tepelných zdrojů jako jsou svařovací hořáky a UV světlo.
Bezpečnostní nebo ochranné brýle jsou přiléhavé brýle s bočními štíty, které chrání oči před oslněním, prachem, letícími úlomky, vodou atd. K zamezení zamlžení je třeba použít ochranné brýle s vysokým průtokem vzduchu. Ochranné obličejové štíty obvykle poskytují již dodatečnou ochranu a nosí se přes standardní dioptrické brýle. Poskytují také ochranu před dopady letících úlomků, chemickými látkami a riziky přenášenými krví. Celoobličejové respirátory jsou považovány za nejlepší formu ochrany očí, pokud je nutná i ochrana dýchacích cest, ale mohou být méně účinné proti potenciálním rizikům nárazu do očí. Ochrana očí při svařování je v závislosti na konkrétní činnosti a je různě odstupňována.

## Ochrana sluchu
Průmyslový hluk je často přehlížen jako nebezpečí nemoci z povolání, protože není pro oko viditelný. Americký Národní institut pro bezpečnost a ochranu zdraví při práci doporučuje, aby expozice pracovníků vůči hluku byla snížena pod úroveň ekvivalentní 85 dBA po dobu osmi hodin, aby se snížila ztráta sluchu způsobená hlukem při práci.
Osobní ochranné pomůcky pro ochranu sluchu zahrnují špunty do uší a chrániče sluchu.

## Ochranné obleky a komplety
Pracovní oděvy se rozlišují podle jednotlivých profesí a oborů činnosti. Používají se všude tam, kde by použití běžného občanského oděvu nebylo vhodné například z důvodů hygienických a zdravotních, ochrany zdraví třeba ve zdravotnictví nebo ve stravovacích službách, všude kde hrozí zašpinění nebo i zničení běžného oděvu a obuvi a podobně. Jako příklady běžných pracovních oděvů mohou sloužit montérky, pracovní plášť (obvykle bílý nebo modrošedý) nebo pracovní stejnokroj.
Naproti tomu ochranný oděv nebo kombinéza slouží k částečné nebo úplné ochraně těla před nebezpečnými toxickými, radiačními nebo biologickými látkami. Existují oděvy zaměřené na určitý druh škodliviny, s kterou se typicky obsluha v tomto oděvu setkává, třívrstvé filtrační oděvy, izolační oděvy, případně i s vlastní zásobou vzduchu. Podle typu nebezpečí jsou navrženy protiradiační obleky, různé protichemické obleky i protibakteriologické obleky. Také úroveň ochrany může být různá, například jestli mají chránit proti proudu kapalin nebo před potřísněním kapalinami.

## Legislativa
Užívání ochranných oděvů v ČR definuje §104 zákona č. 262/2006 Sb. (Zákoník práce) a nařízení vlády č 495/2001 Sb.